# Steffenberg
Steffenberg ist eine Gemeinde im Westen des mittelhessischen Landkreises Marburg-Biedenkopf. Sie entstand in den 1970er-Jahren als Großgemeinde im Zuge der Hessischen Gebietsreform (siehe dazu Abschnitt „Gemeindebildung“).

## Geografie

### Geografische Lage
Steffenberg liegt an den südlichen Ausläufern des Rothaargebirges zwischen den Städten Dillenburg (20 km) und Marburg (35 km). Die Höhenlage beträgt etwa 330 bis 550 m ü. NN.

### Nachbargemeinden
Steffenberg grenzt im Norden an die Gemeinde Breidenbach, im Osten an die Gemeinde Dautphetal, im Süden an die Gemeinden Bad Endbach und Angelburg (alle im Landkreis Marburg-Biedenkopf), sowie im Westen an die Gemeinde Eschenburg (Lahn-Dill-Kreis).

### Gemeindegliederung
| Ortsteil          | Wappen | Luftaufnahme | Beschreibung | Einwohner -zahl | Urkundliche Erstnennung |
| ----------------- | ------ | ------------ | --- | --------------- | ----------------------- |
| Niedereisenhausen |        |              | Niedereisenhausen ist der größte der sechs Ortsteile Steffenbergs und gleichzeitig politisches und wirtschaftliches Zentrum der Gemeinde. Hier mündet die Gansbach in die Perf. Der Ortsteil ist über die Landesstraße 3042 mit Angelburg im Süden und Dautphetal im Osten verbunden. Die L 3331 führt nach Niederhörlen und Oberdieten und die L 3049 führt nach Quotshausen und Wolzhausen, sowie Obereisenhausen und Bottenhorn. | 1300            | 1103                    |
| Obereisenhausen   |        |              | Obereisenhausen liegt an der Perf zwischen Niedereisenhausen und Steinperf. Der Ortsteil ist mit diesen Orten über die L 3049 verbunden. | 523             | 1103                    |
| Quotshausen       |        |              | Quotshausen ist über die Landesstraße 3049 mit Niedereisenhausen und der Gemeinde Breidenbach verbunden. Außerdem zweigt hier die Kreisstraße 39 nach Silberg und Dautphe ab. Im Ort mündet die Hörle in die Perf. | 524             | 1381                    |
| Oberhörlen        |        |              | Oberhörlen liegt an der Hörle zwischen Niederhörlen und Simmersbach, sowie Hirzenhain. Mit Simmersbach ist der Ort über die K 63 verbunden. Am Ortsausgang verläuft die L 3331 nach Oberdieten und Niederhörlen, sowie Niedereisenhausen. Oberhörlen ist der flächenmäßig größte Ortsteil Steffenbergs. | 781             | 1327                    |
| Niederhörlen      |        |              | Niederhörlen liegt zwischen Oberdieten, Oberhörlen und Niedereisenhausen an der Landesstraße 3331. Durch den Ortsteil fließt die Hörle. | 363             | 1382                    |
| Steinperf         |        |              | Steinperf liegt an der L 3049 zwischen Bottenhorn und Obereisenhausen. Der Ort liegt am Nordrand der Bottenhorner Hochflächen und durch den Ort fließt die Perf. | 841             | 1103                    |

## Gemeindebildung
Im Zuge der Gebietsreform in Hessen  schlossen sich zum 1. April 1972 die bis dahin selbstständigen Gemeinden Niedereisenhausen, Obereisenhausen, Niederhörlen und Oberhörlen freiwillig zur Gemeinde Steffenberg zusammen. Der Name wurde nach der prominentesten Erhebung auf dem Gemeindegebiet gewählt. Zuvor, am 16. Dezember 1971, hatte der Kreistag einen freiwilligen Zusammenschluss der oben genannten Gemeinden, sowie Gönnern zu einer Großgemeinde Steffenberg abgelehnt. Gönnern kam später kraft Landesgesetz zur benachbarten Gemeinde Angelburg.
Am 1. Juli 1974 kamen durch Landesgesetz die bis dahin selbstständigen Gemeinden Steinperf und Quotshausen zur neuen Großgemeinde hinzu.
Am 11. Oktober 2015 fand eine Abstimmung über eine Gemeindefusion von Steffenberg und Angelburg statt. Dabei sprach sich eine knappe Mehrheit der Steffenberger (52,7 %) gegen die Fusion aus, wohingegen die Bevölkerung Angelburgs knapp (51,7 %) für den Zusammenschluss votierte. Für die 2020er-Jahre ist weiterer Versuch, möglicherweise mit einer vorherigen Bildung einer Verwaltungsgemeinschaft nach dem Vorbild von Allendorf (Eder) und Bromskirchen geplant.

## Politik

### Gemeindevertretung
Die Kommunalwahl am 14. März 2021 lieferte folgendes Ergebnis, in Vergleich gesetzt zu früheren Kommunalwahlen:
| Sitzverteilung in der Gemeindevertretung 2021Insgesamt 23 Sitze - SPD: 9 - BLS: 9 - CDU: 5 | Parteien und Wählergemeinschaften | Parteien und Wählergemeinschaften           | 2021  | 2021  | 2016  | 2016  | 2011  | 2011  | 2006  | 2006  | 2001  | 2001  |
| Sitzverteilung in der Gemeindevertretung 2021Insgesamt 23 Sitze - SPD: 9 - BLS: 9 - CDU: 5 | Parteien und Wählergemeinschaften | Parteien und Wählergemeinschaften           | %     | Sitze | %     | Sitze | %     | Sitze | %     | Sitze | %     | Sitze |
| Sitzverteilung in der Gemeindevertretung 2021Insgesamt 23 Sitze - SPD: 9 - BLS: 9 - CDU: 5 | BLS                               | Bürgerliste Steffenberg                     | 38,7  | 9     | 39,7  | 9     | 44,6  | 10    | 38,9  | 9     | 40,9  | 9     |
| Sitzverteilung in der Gemeindevertretung 2021Insgesamt 23 Sitze - SPD: 9 - BLS: 9 - CDU: 5 | SPD                               | Sozialdemokratische Partei Deutschlands     | 37,3  | 9     | 37,1  | 9     | 35,3  | 8     | 38,9  | 9     | 32,3  | 8     |
| Sitzverteilung in der Gemeindevertretung 2021Insgesamt 23 Sitze - SPD: 9 - BLS: 9 - CDU: 5 | CDU                               | Christlich Demokratische Union Deutschlands | 23,9  | 5     | 23,2  | 5     | 20,1  | 5     | 22,2  | 5     | 26,8  | 6     |
| Sitzverteilung in der Gemeindevertretung 2021Insgesamt 23 Sitze - SPD: 9 - BLS: 9 - CDU: 5 | Gesamt                            | Gesamt                                      | 100,0 | 23    | 100,0 | 23    | 100,0 | 23    | 100,0 | 23    | 100,0 | 23    |
| Sitzverteilung in der Gemeindevertretung 2021Insgesamt 23 Sitze - SPD: 9 - BLS: 9 - CDU: 5 | Ungültige Stimmen in %            | Ungültige Stimmen in %                      | 3,5   | —     | 3,3   | —     | 2,6   | —     | 3,2   | —     | 3,5   | —     |
| Sitzverteilung in der Gemeindevertretung 2021Insgesamt 23 Sitze - SPD: 9 - BLS: 9 - CDU: 5 | Wahlbeteiligung in %              | Wahlbeteiligung in %                        | 47,3  | 47,3  | 63,0  | 63,0  | 47,0  | 47,0  | 43,2  | 43,2  | 52,4  | 52,4  |

### Bürgermeister
Nach der hessischen Kommunalverfassung wird der Bürgermeister für eine sechsjährige Amtszeit gewählt, seit dem Jahr 1993 in einer Direktwahl, und ist Vorsitzender des Gemeindevorstands, dem in der Gemeinde Steffenberg neben dem Bürgermeister ehrenamtlich ein Erster Beigeordneter und vier weitere Beigeordnete angehören. Bürgermeister ist seit dem 1. Juni 2016 der parteiunabhängige Gernot Wege. Er wurde als Nachfolger von Peter Pfingst, der nach drei Amtszeiten nicht mehr kandidiert hatte, am 20. März 2016 in einer Stichwahl bei 56,9 Prozent Wahlbeteiligung mit 75,1 Prozent der Stimmen gewählt. Es folgte eine Wiederwahl im Februar 2022.
Amtszeiten der Bürgermeister
- 2016–2028 Gernot Wege[13]
- 1998–2016 Peter Pfingst[14]

### Wappen
| Wappen von Steffenberg | Blasonierung: „Im goldenen Schild über einem blauen Wellenbalken einen laufenden, rotbewehrten Bären.“ |
| Wappen von Steffenberg | Wappenbegründung: Mit diesem redenden Wappen wird der Name der das Gemeindegebiet durchfließenden Perf versinnbildlicht, der so viel wie Bärenwasser (althochdeutsch: pernaffa) bedeutet. Das Wappen wurde von dem Bad Nauheimer Heraldiker Heinz Ritt gestaltet und am 20. August 1979 durch das Hessische Ministerium des Innern genehmigt. |

### Gemeindepartnerschaften
- Lüsen, Südtirol (Italien)
- Környe, Ungarn

## Sehenswürdigkeiten
Siehe Liste der Kulturdenkmäler in Steffenberg

## Persönlichkeiten

### Söhne und Töchter der Gemeinde
- Wilhelm Klingelhöffer (1803–1882), in Oberhörlen geborener Richter und Politiker, Abgeordneter der Landstände des Großherzogtums Hessen
- Werner Link (1934–2023), in Quotshausen geborener Politikwissenschaftler und Hochschullehrer
- Dieter Becker (* 1963), evangelischer Theologe, Pfarrer und Betriebswirt

### Persönlichkeiten mit Bezug zu den Ortsteilen
- Peter Dickel  (1819–1896), baute 1853 die Orgel der evangelischen Kirche in Obereisenhausen
- Georg Zitzer (1870–1932), Lehrer in Niedereisenhausen, Heimatforscher und -dichter
- Karl Herbert (1907–1995), evangelischer Pfarrer in Oberhörlen, Mitglied der Bekennenden Kirche